# Barrage de Çamlıgöze
Le barrage de Çamlıgöze est un barrage dans la province de Sivas en Turquie. Il est situé immédiatement en aval du barrage de Kılıçkaya.

## Sources
- (en) www.dsi.gov.tr/tricold/camligoz.htm Site de l'agence gouvernementale turque des travaux hydrauliques